# كبلر-62d
كيبلر 62 دي (بالإنجليزية: Kepler-62d)‏ الذي يرمز له بالرمز KOI-701.01، هو كوكب خارج المجموعة الشمسية، في كوكبة القيثارة، يتبع Kepler-62.

## الاكتشاف
اكتشف في 18 أبريل 2013.